# Kismet (film, 1931)
Pour les articles homonymes, voir Kismet.
Pour plus de détails, voir Fiche technique et Distribution.
Kismet est un film américain réalisé par William Dieterle, sorti en 1931.

## Synopsis
A Bagdad, le mendiant Hajj envisage de conclure un mariage entre sa belle fille et la famille royale.

## Fiche technique
- Titre : Kismet
- Réalisation : William Dieterle
- Scénario : Howard Estabrook, Karl Etlinger et Ulrich Steindorff d'après la pièce d'Edward Knoblock
- Pays d'origine : États-Unis
- Genre : drame
- Date de sortie : 1931

## Distribution
- Gustav Fröhlich
- Dita Parlo
- Vladimir Sokoloff
- Anton Pointner
- Karl Etlinger